# Hoopers Shoulder
Hoopers Shoulder ist ein 1800 m hoher und eigenständiger Vulkankegel auf der antarktischen Ross-Insel. Er ragt an der Westflanke des Mount Erebus auf. Vom McMurdo-Sund aus betrachtet erscheint er als schwarze Felspyramide, die sich markant von der umgebenden vereisten Landschaft abhebt und sich auf einer Linie zwischen Kap Royds und dem Gipfelkrater des Mount Erebus befindet. Der Vulkankegel selbst ragt 100 m hoch auf und ist umgeben von einem tiefen Graben, der durch Winderosion entstanden ist.
Der australische Geologe und Polarforscher Frank Debenham benannte ihn nach Petty Officer Frederick John Hooper (1891–1955), der bei der britischen Terra-Nova-Expedition (1910–1913) am zweiten Aufstieg zum Vulkankegel beteiligt war.